# Machimus citus
Machimus citus är en tvåvingeart som först beskrevs av James Stewart Hine 1918.  Machimus citus ingår i släktet Machimus och familjen rovflugor.
Artens utbredningsområde är Arizona. Inga underarter finns listade i Catalogue of Life.